# Ангола на Светском првенству у атлетици на отвореном 2013.
Ангола је учествовала на Светском првенству у атлетици на отвореном 2013. одржаном у Москви од 10. до 18. августа. Репрезентацију Анголе представљао је један такмичар који се такмичио у трци на 800 метара.
На овом првенству Ангола није освојила ниједну медаљу. Није било нових националних личних и рекорда сезоне.

## Резултати

### Мушкарци
| Атлетичар      | Дисциплина | Лични рекорд | Група    | Група  | Полуфинале           | Полуфинале           | Финале               | Финале       | Детаљи                                     |
| Атлетичар      | Дисциплина | Лични рекорд | Резултат | Место  | Резултат             | Место                | Резултат             | Место        | Детаљи                                     |
| -------------- | ---------- | ------------ | -------- | ------ | -------------------- | -------------------- | -------------------- | ------------ | ------------------------------------------ |
| Мануел Антонио | 800 м      | 1:50,44      | 1:57,40  | 7 гр 2 | Није се квалификовао | Није се квалификовао | Није се квалификовао | 46 / 47 (49) | Архивирано на веб-сајту (21. октобар 2013) |